# هدسون سوفت إتش يو سي6280

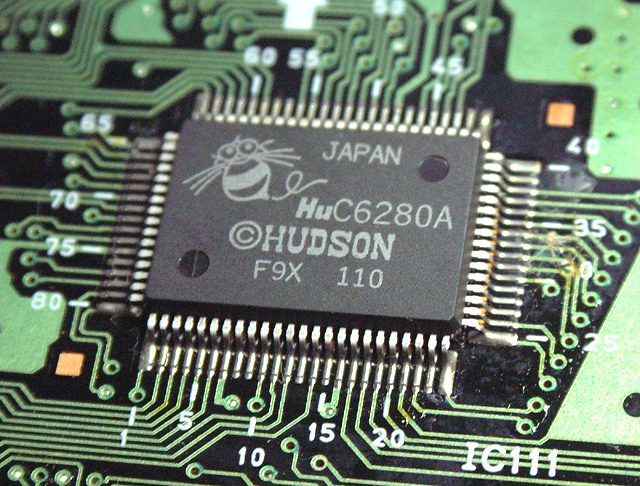
HuC6280A

إتش يو سي6280 معالج 8-بت وهو إصدار مطور لوحدة المعالجة المركزية لـدبليو دي سي 65C02 من قبل الشركة اليابانية هدسون سوفت. ومن أبرز منتجات HuC6280 هو وحدة التحكم بالألعاب من شركة إن إي سي TurboGrafx 16 .

## الوصف
يحتوي HuC6280 على محور دبليو دي سي 65C02 والتي تحتوي على تعليمات إضافية وعدد قليل من الوظائف السطحية الداخلية مثل المتحكم بالمقاطعة (interrupt controller)، وحدة إدارة الذاكرة، موقت، منفذ مخرجات/ مدخلات 8-بت متوازي، و مولد صوت قابل للبرمجة. للمعالج سرعتان 1.7897725 ميجاهيرتز و7.15909 ميجاهيرتز.

## تخطيط الذاكرة
لـ HuC6280 مساحة عنونة منطقية بمقدار 64 كيلوبايت [ومساحة عنونة مادية بمقدار 2 ميجابايت. للوصول إلى هذة الذاكرة يستخدم HuC6280 وحدة إدارة الذاكرة (MMU) والتي تقسم مساحة الذاكرة إلى 8أجزاء مساحة كل جزء كيلوبايت. يتم تقسيم مساحة العنوان المنطقي إلى:
```
           page 0 -> $0000-$1FFF
           page 1 -> $2000-$3FFF
           page 2 -> $4000-$5FFF
           page 3 -> $6000-$7FFF
           page 4 -> $8000-$9FFF
           page 5 -> $A000-$BFFF
           page 6 -> $C000-$DFFF
           page 7 -> $E000-$FFFF
```

يرتبط كل جزء منطقي (8 كيلوبايت) بسجل 8-بت (MPR0-7) والذي يحتوي على فهرسة للأجزاء في الذاكرة الفيزيائية لتخطيطها في الصفحة. تستخدم تعليمتان خاصتان للوصول إلى السجلات:
TAMi, تنقل نحتويات المجمع (A) إلى سجل MPR (0-7).
TMAi, تنقل سجل MPR إلى المجمع.

## HuC6280's PSG
توفر PSG 6 قنوات صوتية، والتي يمكن دمجها بسهولة بنائاً على الوظائف التي توفرها:
0-1 - Waveform playback
```
             Frequency modulation (channel 1 muted)
       2-3 - Waveform playback only
       4-5 - Waveform playback
             White noise generation
```

تشغيل Waveformهي الأكثر شيوعاً وتسمح بـ 32 بايت، ويتم تشغيل عينة 5 بت غير موقعة خطية على تردد محدد. تأخذ تضمين التردد خطوة إضافية، حيث تسمح بتشغيل التردد لتكون دينامكية التعديل على أساس أنماط معينة. وتستخدم الضجيج الأبيض (White noise) لمحاكاة الآلات الإيقاعية وأجهزة القرع، مثل الانفجارات، من خلال موجة مربعة شبة عشوائية.
وبدلا من ذلك، يمكن تبديل كل قناة إلى وضع "Direct D/A" حيث يرسل المبرمج البيانات مباشرة إلى مدمج الأصوات (sound mixer)، مما يسمح بأنتاج أصوات أكثر تعقيداً، مثل الكلام. وتتطلب هذة العملية جهد من المبرمج و وقت أكثر من وحدة المعالجة المركزية

## وصلات خارجية
- http://shu.emuunlim.com/download/pcedocs/pce_cpu.html
- http://www.magicengine.com/mkit/
- http://www.interlog.com/~daves/pce_info/info.html